# تصفيات أوروبا لكأس العالم 2010 المجموعة الثانية
تصفيات المجموعة الثانية الأوروبية المؤهلة إلى كأس العالم 2010 تضم منتخبات إسرائيل ، سويسرا ، لوكسمبورغ ، لاتفيا ، مولدوفا ، و اليونان .
فاز بصدارة المجموعة منتخب سويسرا وتأهل مباشرة إلى بطولة كأس العالم بينما وصيفه منتخب اليونان تأهل إلى الملحق الأوروبي .

## المجموعة
| الفريق    | لعب | فاز | تعادل | خسر | له | عليه | +\- | النقاط |
| --------- | --- | --- | ----- | --- | -- | ---- | --- | ------ |
| سويسرا    | 10  | 6   | 3     | 1   | 18 | 8    | 10+ | 21     |
| اليونان   | 10  | 6   | 2     | 2   | 20 | 10   | 10+ | 20     |
| لاتفيا    | 10  | 5   | 2     | 3   | 18 | 15   | 3+  | 17     |
| إسرائيل   | 10  | 4   | 4     | 2   | 20 | 10   | 10+ | 16     |
| لوكسمبورغ | 10  | 1   | 2     | 7   | 4  | 25   | 21- | 5      |
| مولدوفا   | 10  | 0   | 3     | 7   | 6  | 18   | 12- | 3      |

## النتائج
| مولدوفا           | 1 – 2   | لاتفيا                                     |
| ----------------- | ------- | ------------------------------------------ |
| سيرغي ألكسييف 76' | التقرير | جيرتس كارلسونس 8' · فيتالييس أستافييفس 22' |

| إسرائيل                         | 2 – 2   | سويسرا                            |
| ------------------------------- | ------- | --------------------------------- |
| يوسي بن عيون 73' · بن سحر 90+2' | التقرير | هاكان ياكين 45' · بلايس نكوفو 56' |

| لوكسمبورغ | 0 – 3   | اليونان                                                                          |
| --------- | ------- | -------------------------------------------------------------------------------- |
|           | التقرير | فاسيليس توروسيديس 36' · ثيوفانيس غيكاس 45+1' · أنجيلوس خاريستياس 76' (ركلة جزاء) |

| مولدوفا            | 1 – 2   | إسرائيل                           |
| ------------------ | ------- | --------------------------------- |
| إيغور بيكوشسياك 1' | التقرير | عمر الجولان 39' · كليمي سابان 45' |

| لاتفيا | 0 – 2   | اليونان                 |
| ------ | ------- | ----------------------- |
|        | التقرير | ثيوفانيس غيكاس 10'، 49' |

| سويسرا          | 1 – 2   | لوكسمبورغ                         |
| --------------- | ------- | --------------------------------- |
| بلايس نكوفو 43' | التقرير | جيف ستراسر 27' · ألفونس ليويك 87' |

| سويسرا                              | 2 – 1   | لاتفيا             |
| ----------------------------------- | ------- | ------------------ |
| أليكساندر فري 63' · بلايس نكوفو 73' | التقرير | دينيس إيفانوفس 71' |

| لوكسمبورغ       | 1 – 3   | إسرائيل                                                       |
| --------------- | ------- | ------------------------------------------------------------- |
| رينيه بيترز 14' | التقرير | يوسي بن عيون 2' (ركلة جزاء) · عمر الجولان 54' · سليم طعمه 81' |

| اليونان                                            | 3 – 0   | مولدوفا |
| -------------------------------------------------- | ------- | ------- |
| أنجيلوس خاريستياس 31'، 51' · كوستاس كاتسورانيس 40' | التقرير |         |

| لاتفيا                      | 1 – 1   | إسرائيل          |
| --------------------------- | ------- | ---------------- |
| فلاديميرس كوليسنيتشينكو 89' | التقرير | يوسي بن عيون 50' |

| لوكسمبورغ | 0 – 0   | مولدوفا |
| --------- | ------- | ------- |
|           | التقرير |         |

| اليونان               | 1 – 2   | سويسرا                                          |
| --------------------- | ------- | ----------------------------------------------- |
| أنجيلوس خاريستياس 68' | التقرير | أليكساندر فري 42' (ركلة جزاء) · بلايس نكوفو 77' |

| لوكسمبورغ | 0 – 4   | لاتفيا                                                                                     |
| --------- | ------- | ------------------------------------------------------------------------------------------ |
|           | التقرير | جيرتس كارلسونس 25' · ألكسندرس كونا 48' · أليكسييس فيشناكوفس 71' · أندرييس بيريبلوتكينس 86' |

| مولدوفا | 0 – 2   | سويسرا                                     |
| ------- | ------- | ------------------------------------------ |
|         | التقرير | أليكساندر فري 32' · غيلسون فيرنانديز 90+3' |

| إسرائيل         | 1 – 1   | اليونان            |
| --------------- | ------- | ------------------ |
| عمر الجولان 55' | التقرير | ثيوفانيس غيكاس 42' |

| لاتفيا                                      | 2 – 0   | لوكسمبورغ |
| ------------------------------------------- | ------- | --------- |
| يورييس زيغاييفس 44' · ماريس فيرباكوفسكس 76' | التقرير |           |

| اليونان                                                     | 2 – 1   | إسرائيل            |
| ----------------------------------------------------------- | ------- | ------------------ |
| ديميتريوس سالبيغيديس 32' · جيورجيوس ساماراس 67' (ركلة جزاء) | التقرير | إيليانوف باردا 60' |

| سويسرا                              | 2 – 0   | مولدوفا |
| ----------------------------------- | ------- | ------- |
| بلايس نكوفو 20' · أليكساندر فري 52' | التقرير |         |

| مولدوفا | 0 – 0   | لوكسمبورغ |
| ------- | ------- | --------- |
|         | التقرير |           |

| إسرائيل | 0 – 1   | لاتفيا             |
| ------- | ------- | ------------------ |
|         | التقرير | كاسبارس غوركشس 59' |

| سويسرا                                  | 2 – 0   | اليونان |
| --------------------------------------- | ------- | ------- |
| ستيفان غريتشنغ 84' · ماركو بادالينو 87' | التقرير |         |

| إسرائيل                                                                                | 7 – 0   | لوكسمبورغ |
| -------------------------------------------------------------------------------------- | ------- | --------- |
| إيليانوف باردا 9'، 21'، 43' · أفيرام باروتشيان 15' · عمر الجولان 58' · بن سحر 62'، 84' | التقرير |           |

| لاتفيا                                     | 2 – 2   | سويسرا                               |
| ------------------------------------------ | ------- | ------------------------------------ |
| ألكسندرس كونا 62' · فيتالييس أستافييفس 75' | التقرير | أليكساندر فري 43' · إرين دردييوك 80' |

| مولدوفا               | 1 – 1   | اليونان            |
| --------------------- | ------- | ------------------ |
| فاليريو أندرونيتش 90' | التقرير | ثيوفانيس غيكاس 33' |

| لوكسمبورغ | 0 – 3   | سويسرا                                    |
| --------- | ------- | ----------------------------------------- |
|           | التقرير | فيليب سينديروس 6'، 8' · بينجامين هوغل 22' |

| إسرائيل                                      | 3 – 1   | مولدوفا              |
| -------------------------------------------- | ------- | -------------------- |
| إيليانوف باردا 22'، 70' · ديفيد بن دايان 65' | التقرير | دينيس كالينكوف 90+2' |

| اليونان                                                               | 5 – 2   | لاتفيا                     |
| --------------------------------------------------------------------- | ------- | -------------------------- |
| ثيوفانيس غيكاس 4'، 47' (ركلة جزاء)، 57'، 90+1' · جيورجيوس ساماراس 73' | التقرير | ماريس فيرباكوفسكس 12'، 40' |

| اليونان                                    | 2 – 1   | لوكسمبورغ                      |
| ------------------------------------------ | ------- | ------------------------------ |
| فاسيليس توروسيديس 30' · ثيوفانيس غيكاس 33' | التقرير | أفرام بابادوبولوس 90' (بالخطأ) |

| لاتفيا                                        | 3 – 2   | مولدوفا                                       |
| --------------------------------------------- | ------- | --------------------------------------------- |
| أندرييس روبينس 32'، 44' · كريستابس غريبيس 76' | التقرير | جورجي أوفسيانيكوف 25' · فياسيسلاف سوفروني 90' |

| سويسرا | 0 – 0   | إسرائيل |
| ------ | ------- | ------- |
|        | التقرير |         |

## الهدافون
تم تسجيل 86 هدف في 30 مباراة بمعدل 2.86 هدف لكل مباراة .
| المركز | اللاعب             | البلد   | الأهداف |
| ------ | ------------------ | ------- | ------- |
| 1      | ثيوفانيس غيكاس     | اليونان | 10      |
| 2      | إيليانوف باردا     | إسرائيل | 6       |
| 3      | أليكساندر فري      | سويسرا  | 5       |
| 3      | بلايس نكوفو        | سويسرا  | 5       |
| 5      | أنجيلوس خاريستياس  | اليونان | 4       |
| 5      | عمر الجولان        | إسرائيل | 4       |
| 7      | يوسي بن عيون       | إسرائيل | 3       |
| 7      | بن سحر             | إسرائيل | 3       |
| 7      | ماريس فيرباكوفسكس  | لاتفيا  | 3       |
| 10     | جيورجيوس ساماراس   | اليونان | 2       |
| 10     | فاسيليس توروسيديس  | اليونان | 2       |
| 10     | فيتالييس أستافييفس | لاتفيا  | 2       |
| 10     | ألكسندرس كونا      | لاتفيا  | 2       |
| 10     | جيرتس كارلسونس     | لاتفيا  | 2       |
| 10     | أندرييس روبينس     | لاتفيا  | 2       |
| 10     | فيليب سينديروس     | سويسرا  | 2       |

هدف
| اليونان - كوستاس كاتسورانيس - ديميتريوس سالبيغيديس إسرائيل - أفيرام باروتشيان - ديفيد بن دايان - كليمي سابان - سليم طعمه | لاتفيا - كاسبارس غوركشس - كريستابس غريبيس - دينيس إيفانوفس - فلاديميرس كوليسنيتشينكو - أندرييس بيريبلوتكينس - أليكسييس فيشناكوفس - يورييس زيغاييفس | لوكسمبورغ - ألفونس ليويك - رينيه بيترز - جيف ستراسر مولدوفا - سيرغي ألكسييف - فاليريو أندرونيتش - دينيس كالينكوف - جورجي أوفسيانيكوف - إيغور بيكوشسياك - فياسيسلاف سوفروني | سويسرا - إرين دردييوك - غيلسون فيرنانديز - ستيفان غريتشنغ - بينجامين هوغل - ماركو بادالينو - هاكان ياكين هدف عكسي - أفرام بابادوبولوس (لصالح لوكسمبورغ) |

## الحضور الجماهيري
| المنتخب   | الأعلى | الأقل  | المتوسط |
| --------- | ------ | ------ | ------- |
| اليونان   | 28,810 | 13,684 | 19,640  |
| إسرائيل   | 38,000 | 7,038  | 20,668  |
| لاتفيا    | 8,600  | 3,600  | 6,960   |
| لوكسمبورغ | 8,031  | 2,157  | 4,172   |
| مولدوفا   | 10,500 | 4,300  | 8,598   |
| سويسرا    | 38,500 | 18,026 | 27,125  |